# Super-low frequency
| Radiospectrum   | Radiospectrum   |
| --------------- | --------------- |
|                 | 3 Hz 100.000 km |
| ELF             |                 |
| 30 Hz 10.000 km |                 |
| SLF             |                 |
| 300 Hz 1.000 km |                 |
| ULF             |                 |
| 3 kHz 100 km    |                 |
| VLF             |                 |
| 30 kHz 10 km    |                 |
| LF (LW)         |                 |
| 300 kHz 1 km    |                 |
| MF (MW)         |                 |
| 3 MHz 100 m     |                 |
| HF (SW)         |                 |
| 30 MHz 10 m     |                 |
| VHF             |                 |
| 300 MHz 1 m     |                 |
| UHF             |                 |
| 3 GHz 100 mm    |                 |
| SHF             |                 |
| 30 GHz 10 mm    |                 |
| EHF             |                 |
| 300 GHz 1 mm    |                 |
|                 |                 |

Met super-low frequency of SLF worden frequenties in het radiospectrum aangeduid tussen 30 en 300 Hz. De radiogolven hebben een golflengte van 1.000 tot 10.000 kilometer. Dit frequentiebereik bevat de frequenties van het wisselspanningsnet (50 Hz en 60 Hz).
De radiodiensten Sanguine (VS) op 76 Hz en ZEVS (Rusland) op 82 Hz werken in dit bereik, dat vaak foutief extremely low frequency (ELF) genoemd wordt. Ze bieden beide communicatiediensten aan voor onderzeeboten op grote diepte.
Omdat SLF-frequenties binnen het bereik van het menselijk gehoor vallen, worden personal computers met geïntegreerde geluidskaarten steeds meer gebruikt in de plaats van radio-ontvangers voor dit frequentiebereik. Ze zijn namelijk veel kleiner en goedkoper dan een speciale ontvanger. Signalen die ontvangen worden door de geluidskaart met een spoel of een draadantenne worden geanalyseerd door een Fast Fourier Transform-algoritme in software en omgezet in hoorbaar geluid.